# 牛家营子镇
牛家营子镇，是中华人民共和国内蒙古自治区赤峰市喀喇沁旗下辖的一个乡镇级行政单位。

## 行政区划
牛家营子镇下辖以下地区：
陈营子村、土城子村、大碾子村、烧锅营子村、下水地村、南荒村、当铺地村、团结村、水泉村、牛家营子村、王家营子村、西山村、仓窖村、大山前村、野猪沟门村、永丰村、张家窝铺村和铁沟门村。